# Генератор документації
Генератор документації — програма або пакет програм, що дозволяє отримувати документацію, призначену для програмістів (документація на API) та/або для кінцевих користувачів системи, з особливим чином коментованого початкового коду і, в деяких випадках, з виконуваних модулів (отриманими на виході компілятора).
Зазвичай генератор аналізує початковий код програми, виділяючи синтаксичні конструкції, що відповідають значущим об'єктам програми (типами, класам та їх членам/властивостями/методам, процедурам/функціям тощо). В ході аналізу також використовується мета-інформація про об'єкти програми, подана у вигляді документувальних коментарів. На основі всієї зібраної інформації формується готова документація, як правило, в одному із загальноприйнятих форматів HTML, HTMLHelp, PDF, RTF тощо.

## Документувальні коментарі
Документувальний коментар — це особливим чином оформлений коментар до об'єкту програми, призначений для використання певним генератором документації. Від того, який генератор документації застосовується, залежить синтаксис конструкцій, що використовуються в документувальних коментарях.
У документувальних коментарях може міститися інформація про автора коду, описуватися призначення об'єкта програми, зміст вхідних і вихідних параметрів для функції/процедури, приклади використання, можливі виняткові ситуації, особливості реалізації.
Документувальні коментарі, як правило, оформляються як багаторядкові коментарі в стилі мови Сі. У кожному разі коментар розташовується перед документованим елементом. Першим символом у коментарі (та на початку рядків коментарю) має бути *. Блоки відокремлюються порожніми рядками.
Приклад документувального коментаря в мові PHP:
```
/**

* Назва або короткий опис об'єкта

* 

* Розгорнутий опис

* 

* @назва_дескриптора значення

* @return тип_даних

*/

```

Приклад документувального коментаря до функції в програмі на Java, призначеного для використання Javadoc:
```
 
/**

 * Перевіряє, чи допустимий хід.

 * Наприклад, щоб задати хід e2-e4, напишіть isValidMove (5,2,5,4);

 * @author John Doe

 * @param theFromFile Вертикаль, на якій міститься фігура (1 = a, 8 = h)

 * @param theFromRank Горизонталь, на якій міститься фігура (1 ... 8)

 * @param theToFile Вертикаль клітинки, на яку виконується хід (1 = a, 8 = h)

 * @param theToRank Горизонталь клітинки, на яку виконується хід (1 ... 8)

 * @return true, якщо хід припустимий, і false, якщо неприпустимий

 */

 
boolean
 
isValidMove
(
int
 
theFromFile
,
 
int
 
theFromRank
,
 
int
 
theToFile
,
 
int
 
theToRank
)

 
{

   
.
 
.
 
.

 
}

```

## Популярні генератори документації
Приклади для різних мов і середовищ програмування:
- Doc-O-Matic;
- Document! X —  призначений для програм мовами VB6, VB.NET/C#/Visual C++ .NET (.NET Framework 1.0, 1.1 і 2.0), COM-компонентів, баз даних Access, Microsoft SQL Server і Oracle, XML Schema та іншими мовами опису XML;
- Doxygen — мовами C++, Сі, Objective-C, Java, IDL, PHP, C#, Фортран, VHDL, Python і, частково, D;
- Epydoc[ru] — мовою Python;
- Javadoc — мовою Java;
- JSDoc — мовою JavaScript;
- HappyDoc[1];
- PasDoc[2] — мовою Delphi/Pascal;
- perldoc[en][3] — мовою Perl (включений в стандартний дистрибутив);
- phpDocumentor[ru] і PHPDoc (адаптація Javadoc для використання з PHP) — мовою PHP;
- POD — мовою Perl;
- RDoc[en][4] — мовою Ruby;
- ROBODoc[en][5];
- TwinText;
- NDoc[en][6] — мовами C#, VB.NET та іншими мовами платформи .NET;
- Sandcastle[en] — для C#, VB.NET та іншими мовами платформи .NET;
- Sphinx — мовою Python;
- VBdocman[en][7] — мовою VB6;
- VSdocman[en] (раніше VBdocman .NET) — мовами VB.NET і C#;
- WEB / CWEB;
- XHelpGen[ru] — мовою Delphi (входить до складу бібліотеки KOL/MCK).
- PHPDox [Архівовано 30 липня 2020 у Wayback Machine.] — проекти PHP.